# Theotokosz

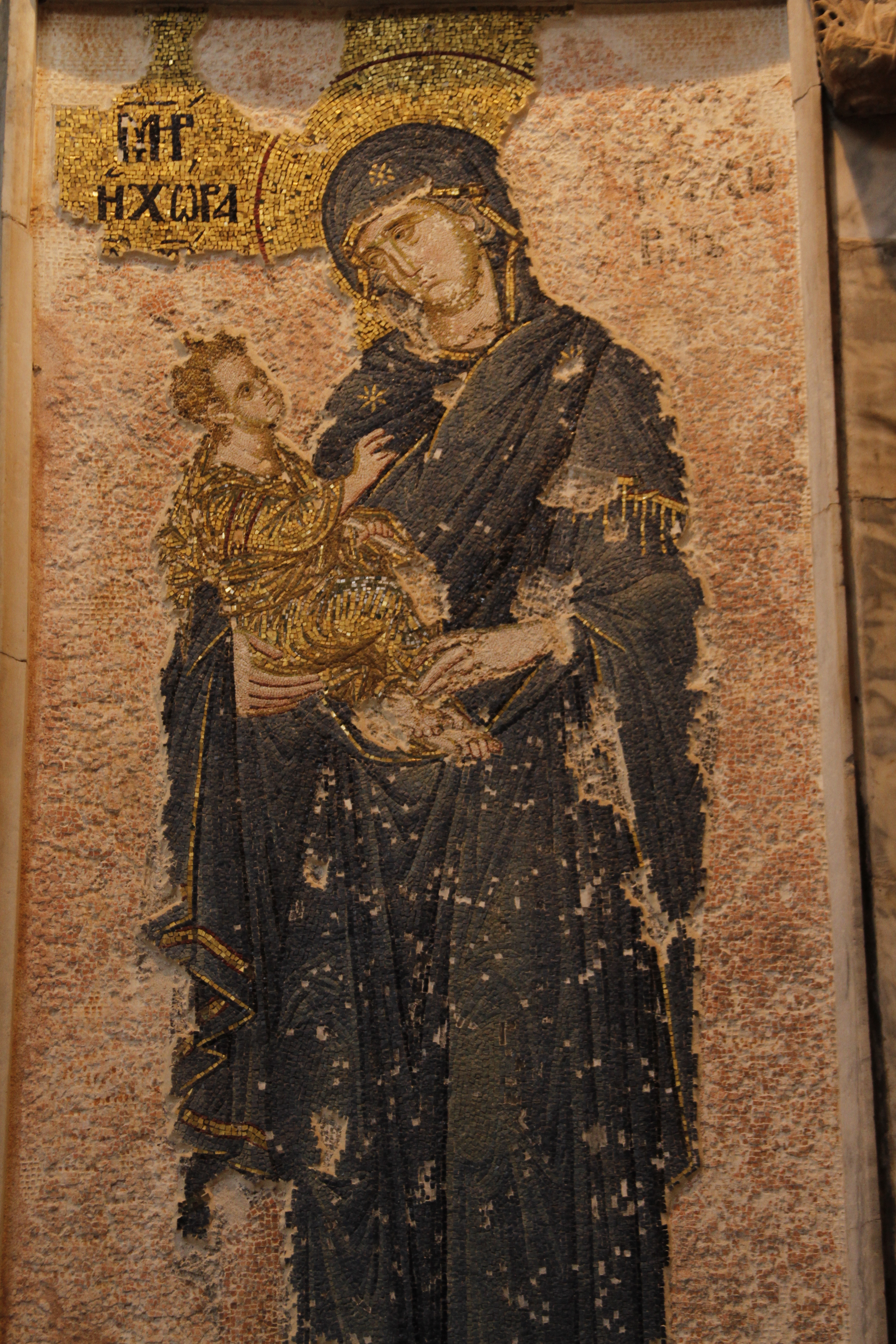
A konstantinápolyi Khóra-templom (később dzsámi, ma múzeum) Istenszülő-mozaikja

Theotokosz (görög: Θεοτόκος, átírás: Theotókos; latin: Deipara, Dei genetrix; óegyh. szláv: Богородица, átírás: Bogorogyica; grúz: ღვთისმშობელი átírás: Ghvtismshobeli; román: Născătoare de Dumnezeu); magyarul: Istenszülő. Szűz Máriát szokás így nevezni a keleti kereszténységben.

## A theotokosz szó használata
Főként az ortodox egyházak terminológiájában, illetve a görögkatolikusoknál használatos. Nyugaton inkább a Mater Dei (lat. "Isten anyja") kifejezést alkalmazták. Ábrázolása a pravoszláv kultúrkörben meghatározott ikonográfiai típusok szerint történhet. (Pl. Az "Istenszülő Eleusza ikonja", ill. az "Istenszülő Hodégétria ikonja" stb.)
Két görög szó összetétele: θεός "isten" és τόκος "születés", így szó szerint istenszülőnek fordíthatjuk, ám mivel ez sokak szerint furcsán hangzik, a magyar nyelvű ortodox liturgiában vagy eredeti alakjában szerepel, vagy a Μήτηρ Θεού görög kifejezés fordítása ("az Isten anyja") hangzik el. Az Istenszülőt ábrázoló görögkeleti ikonokon egyébként az ikonográfiai kánon szerint a Μήτηρ Θεού kifejezés rövidítését (ΜΡ. ΘΥ.) kell feltüntetni.
A theotokosz szó először a római Hippolütosznál bukkan fel a 3. század elején, majd Órigenész írja le gyors elterjedését. Az efezusi zsinat 431-ben Mária-dogmaként szögezte le: Mária Isten Anyja. Az anyaság értelmezésében félreértések keletkeztek, amit a Harmadik konstantinápolyi zsinat pontosított 681-ben.

## A theotokosz dogma előzetes vitája
Nesztoriosz - Konstantinápoly pátriárkája - meghívta elődje titkárát, Prokloszt, hogy székesegyházába prédikáljon. Mint szenvedélyes szónok, Proklosz elmagyarázta, hogy Mária az egyetlen híd Isten és ember között. Ezután tulajdonságait felmagasztalta és így szólt: "Ilyen tehát a Theotokosz, Szűz Mária hű képe." A pátriárka erre lejött trónusáról és leszidta Prokloszt. Nesztoriosz szerint ugyanis Mária csak az ember-Krisztus szülőanyja volt, nem pedig Isten szülőanyja.
A tét több volt, mint Mária szerepének meghatározása. A tét maga a Megtestesülést foglalta magába. Nesztoriosz Jézusban két különböző személyt látott, noha elismerte, hogy Isten is és ember is. Ezért elmagyarázta Proklosznak, hogy Isten attól még Isten maradt, hogy egy ember Jézus bőrébe bújt, "nem hordta ki a méhében, nem szoptatta, nem pólyálta be senki." Ezért nem lehet Istenszülő.
A vita kiterjedt, és Alexandriai Szent Cirill fülébe is eljut ez az érvelés. Éles hangú levelet küld, és ugyanolyan éles válasz érkezik Nesztoriosztól. Cirill Róma püspökét I. Celesztin pápát kéri fel döntőbírónak. Majd II. Theodosius bizánci császár kihirdeti, hogy zsinatot tartanak majd Efezusban.

## Fotógaléria

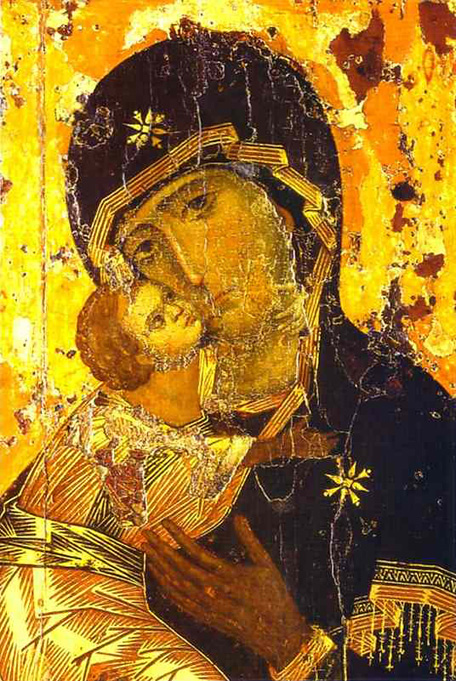
Vlagyimirszka Bogorogyica (Vlagyimiri Istenszülő), egy Eleusza típusú ikon (or. Umilenyije)
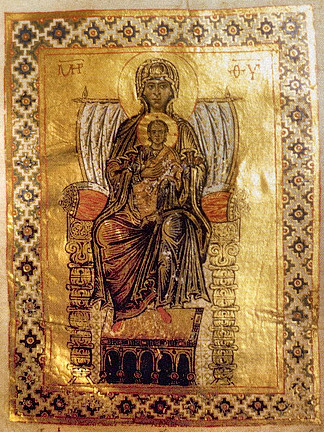
Az Istenszülő Panakhranta ikonja
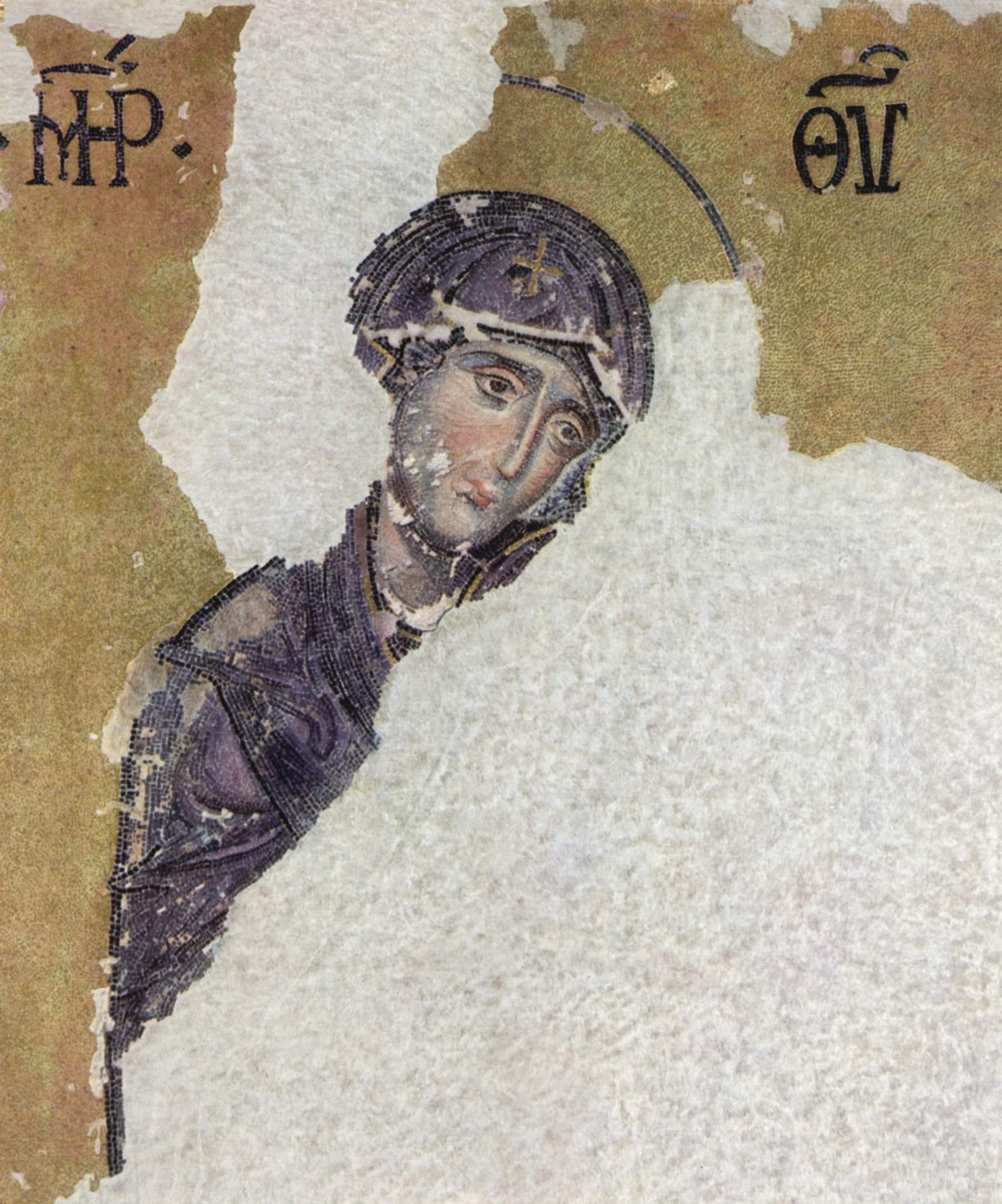
Istenszülő mozaik-töredék (Hagia Sophia, Konstantinápoly)
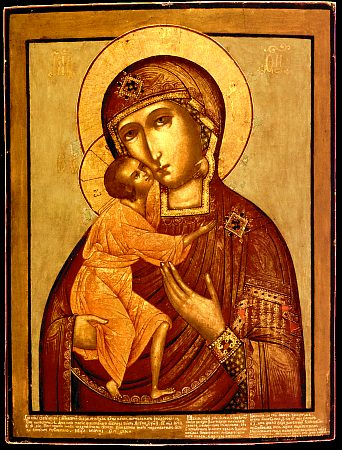
Szent Theodóra Theotokosza (oroszul Fedorovszkaja), szintén Eleusza típusú ikon
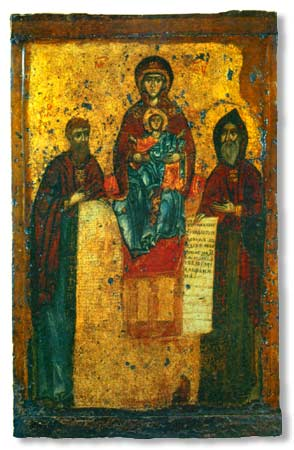
Az Istenszülő Panakhranta ikonja (Kijevi Szent Alipij munkája)
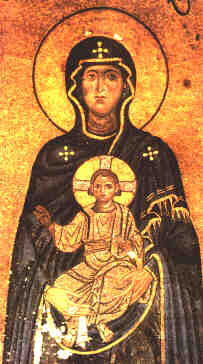
Mozaik (1130 körül), Gelati kolostor, Grúzia
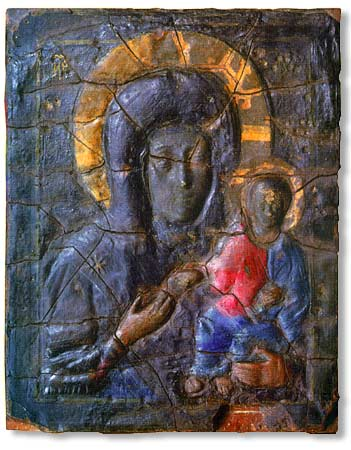
Az Istenszülő Blakhernitissza (gör. Βλαχερνίτισσα) ikonja, a Hodégétria típus változata
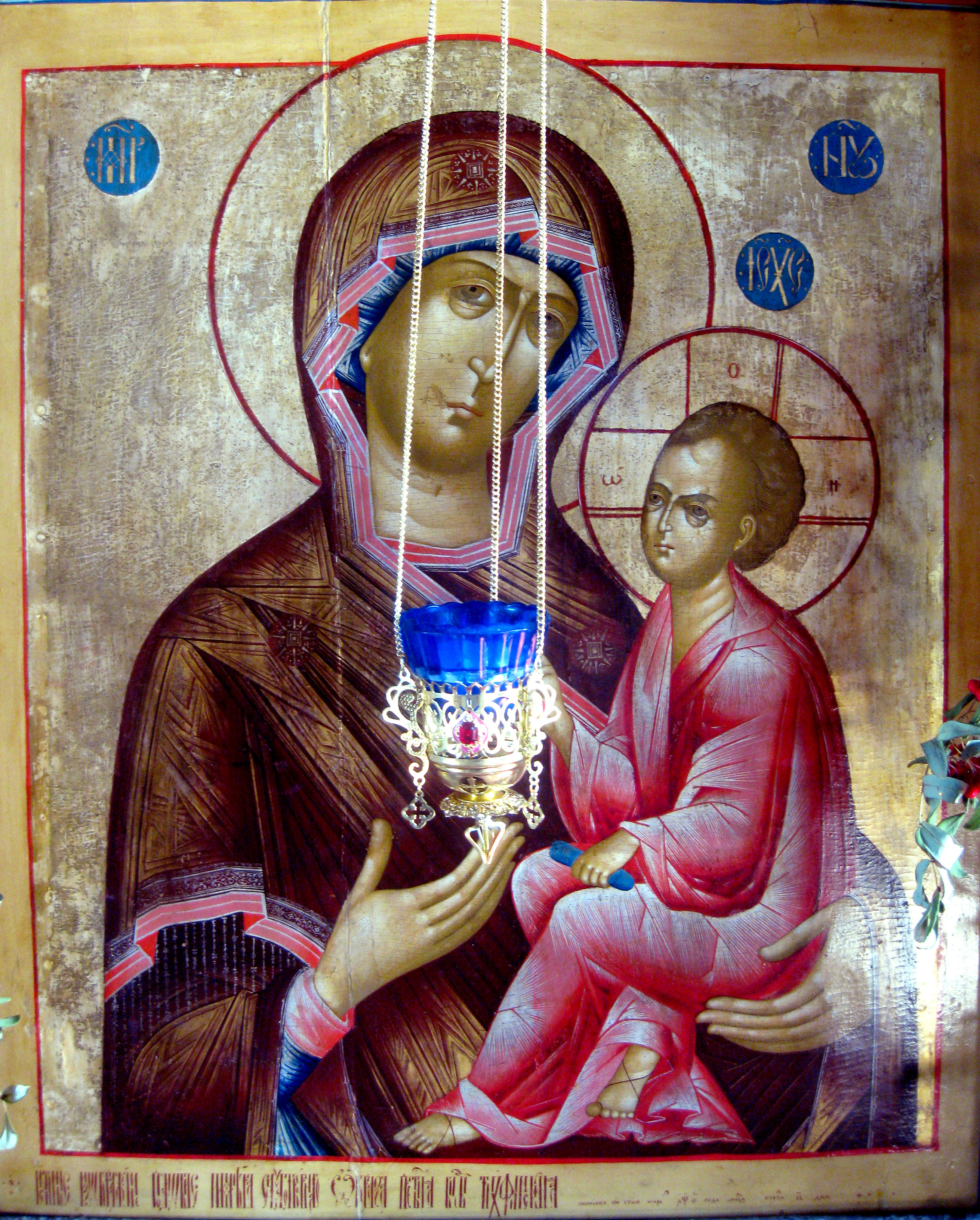
Az Istenszülő Hodégétria (or. Odigitria) típusú ikonja (1774), (Az Istenszülő elszenderedése[4] templom, Kondopoga, Karjalai Köztársaság)

## A teológia fényében
Mivel Jézus testét Máriától vette és az anyja szíve alatt táplálta, és mivel Mária életét nem szennyezte be bűn élete során, ezért ő is osztozott Jézus tökéletes megváltásában, azaz nemcsak a lelke, hanem a teste is osztozott a megváltásban. Ezért ő neki nem kell várni az utolsó ítéletig. Szent Pál sorolja fel a lélek cselekedeteit: "A lélek gyümölcsei viszont: szeretet, öröm, békesség, türelem, kedvesség, jóság, hűség, szelídség, önmegtartóztatás". Szent örömmel töltik el a lelket azok az erényes cselekedetek, amelyek elérik a tökéletesség fokát. Az Istenszülő a katolikus dogmatikában Mária tisztaságát feltételezi, így lehetett anyja a megváltónak, akinek így Jézussal azonos bűntől való tisztasága jutott. Az ortodox ikonok az egységre mutatnak rá, az Útmutató ikon típussal fejezi ki a helyes utat, amikor Mária keze Jézusra, Jézus keze Máriára mutat. Az Istenszülő típus a szimmetriával, frontális ábrázolásával fejezi ki végeredményben Isten egységét.
A megváltó fogantatása a kezdete az Újszövetség népének, azaz Isten anyjának méhében kezdődik. Ünnepe január 1., katolikusoknál parancsolt ünnep, Szűz Mária Istenanyaságának ünnepe.